# Métaure (fleuve)
Pour les articles homonymes, voir Métaure.
Le Métaure (en italien : Metauro) est un fleuve de la Région des Marches, en Italie.
D'une longueur de 110 km, le Métaure prend sa source entre Palazzo Mucci et Gorga san Leo aux limites de la frontière Toscane, dans les Apennins (Alpe della Luna près de Bocca Trabaria) jusqu'à son embouchure à Ponte Metauro au sud de Fano dans la mer Adriatique.

## Étymologie
Son nom dérive du latin Metaurus, lui-même résultant de la fusion par concaténation du nom de deux torrents qui, en se rejoignant, lui donnent naissance :
- le Meta (qui descend du col apennin de Bocca Trabaria) ;
- l'Auro (qui descend de Montemaggiore al Metauro).

## Géographie
Son affluent principal est le Candigliano. Le Métaure baigne les villes de
- Sant'Angelo in Vado,
- Urbania,
- Fossombrone,

et se jette dans l'Adriatique à cinq kilomètres au sud de Fano.

## Histoire

### La Via Flaminia
Historiquement, le Métaure a constitué dans l'Antiquité, avec le Tronto, une des deux voies pour relier la Valtiberina (et donc Rome) avec la côte Adriatique.
De fait, la Via Flaminia longe le Métaure, tandis que la Via Salaria longe le Tronto.

### La Bataille du Métaure
Cette rivière a donné son nom à la bataille du Métaure (207 avant J.-C.) où Hasdrubal Barca, frère d'Hannibal, perdit la vie. (cf. Lieux de la Bataille du Metaure)

### Dernier vestige de Tunnel romain
En amont, avant que le Metaure ne sourdrait du Lac du Furlo en remontant le Candigliano, un tunnel romain celui du Furlo, a été percé dans la roche à partir de -220 av.J-C., pour n’être achevé qu'en 76 ap.J-C., sous le règne de l'empereur Vespasien, pour faciliter la circulation entre Rome et l'Adriatique par la Via Flaminia, et suivre la vallée du Métaure jusqu'à son embouchure.
- d'une longueur de 38 m,
- d'une largeur de 5,5 m
- pour une hauteur 6 m

Ce tunnel, auquel on donna le nom de forulum, puis Furlo (c'est-à-dire « le petit trou ») est l'un des rares tunnels routiers romains qui nous soient parvenus.